# Ortalide à ventre roux
Ortalis ruficauda
Espèce
Statut de conservation UICN

 LC  : Préoccupation mineure
L’Ortalide à ventre roux (Ortalis ruficauda) est une espèce d'oiseau de la famille des Cracidae. Il est appelé « Guacharaca » en Colombie et au Venezuela, « Cocrico » à Tobago

## Description
Il mesure 53 à 61 cm de long et pèse entre 450 et 800 g (540 g pour les mâles et 640 g pour les femelles en moyenne). Son allure générale rappelle une dinde avec sa petite tête, ses pattes puissantes et sa longue queue inclinée vers le sol. Le plumage est gris ardoise au niveau de la tête, du dos et du cou, gris clair à blanc sur le ventre, roux à la base de la queue et noir verdâtre au niveau de la queue qui se termine par une pointe brune ou blanche.

## Comportement
Il vit par groupes de 6 à 20 individus dans le maquis, la forêt sèche ou la forêt galerie, à la recherche de fruits, de graines et d'insectes dont il se nourrit. C'est un oiseau très bruyant surtout au coucher du soleil. Le mâle lance un ka-ka-ka-rak de basse, la femelle répond par un Gua-cha-lak d'alto. Il construit un nid avec des branches et des feuilles où la femelle pond 3 à 4 œufs qui éclosent au bout de 28 jours.

## Distribution
On le trouve dans le nord de la Colombie, le nord du Venezuela et à Tobago. Il aurait été introduit aux Grenadines sur les îles de Bequia et d'Union.
C'est l'oiseau national de Trinité-et-Tobago et il apparaît sur les armes du pays à côté du corocoro rouge représentant Trinité, alors que le « Cocrico » symbolise Tobago.

## Sous-espèces
Selon la classification de référence du Congrès ornithologique international (15.1, 2025) :
- Ortalis ruficauda ruficrissa Ortalide à queue frangée Sclater & Salvin, 1870 — nord de la Colombie et nord-ouest du Venezuela ;
- Ortalis ruficauda ruficauda Jardine, 1847 — nord-est de la Colombie et nord du Venezuela, île Margarita et Tobago.